# Курігальзу II
Курігальзу II (д/н — бл. 1308 до н. е.) — цар Вавилону близько 1332—1308 до н. е. Відновив активну зовнішню політику.

## Життєпис
Походив з Каситської (III Вавилонської) династії. Молодший син царя Бурна-Буріаша II. У 1332 році до н. е. після повалення узурпатора Назі-Бугаша за підтримки ассирійського царя Ашшур-убалліта I стає новим володарем Вавилонії.
Зберігав мирні стосунки з Ассирією до смерті Ашшур-убалліта I близько 1318 року до н. е. Невдовзі за цим відновив союз з Хатті і Мітанні. Виступив проти ассирійського царя Елліль-нірарі, але у битві біля Кілізі (між Ниневією і Арбелами) зазнав поразки. У вирішальній битві біля Сугагі (неподалік Ашшура) вавилонське військо зазнала важкої поразки. В результаті Курігальзу II довелося поступитися ассирійцям контролем над торговими шляхами з Мітанні. Також він зобов'язався не допомагати мітаннійському цареві Шаттуару I. Цей договір дотримувалися обидві сторони протягом життя Курігальзу II.
Звернув увагу на Еламське царство, що на той час значно посилилося. Вавилонське військо виступило проти царя Пахір-ішшана, який вдерся на південний схід Вавилонського царства. В результаті Курігальзу II переніс війну до Еламу, де захопив міста Сузи, Мархаші, Адамдун. Зверхність Вавилона над Еламом з цього часу зберігалася до кінця правління Курігальзу II. Вавилонський цар також здійснив успішний похід проти племен в горах Загросу.
Відомий написами на 150 господарських об'єктах. Вважається, що в цей час відновлюється активно будівництво та іригаційна робота. Відбувається відновлення храмів і палаців в містах Ур, Ісін, реставрації храму Урук, Дур-Курігальзу.
Помер Курігальзу II близько 1308 року до н. е. Йому спадкував син Назі-Марутташ.